# War of Nerves
War of Nerves e петият сингъл на британската поп група Ол Сейнтс, излязъл на 23 ноември 1998 г. Песента застава на 7 място в английската класация за песни. Във Великобритания сингълът е с общи продажби 157 хиляди копия.

## Списък

### CD 1
1. „War of Nerves“ (98 Remix) – 4.52
2. „Inside“ – 4.57
3. „War of Nerves“ (Ganja Kru Dub) – 9.13
4. „War of Nerves“ (видео) – 5.11

### CD 2
1. „War of Nerves“ (98 Remix) – 4.52
2. „Always Something There to Remind Me“ (на живо от the Burt Bacharach TV Show) – 3.20
3. „Never Ever“ – 6.28

### Касета
1. „War of Nerves“ (98 Remix) – 4.52
2. „Inside“ – 4.57